# Вила Лаурентин
Вила Лаурентин је једна од вила Плинија Млађег у близини Рима. У области Ла Паломбара, у месту Кастел Фузано југозападно од Рима, 1713. ископан је део виле за коју се предпоставља да је Лаурентин вила Плинија Млађег коју је описао у својим писмима (Epistulae II, 17) и која је некада била ближе морској обали него што је данас због повлачења мора у тој области. Лаурентин је потпуно различит од Плинијеве виле Тусци. Она је истовремено villa suburbana и villa rustica, недалеко од Рима тако да је власник могао да дође до ње увече после рада у граду. Објекти су распоређени тако да је све утилитарно оријентисано ка копну, а зграда у којој се живи гледа на море. Плиније каже да је место врло повољно са комуналног аспекта, а вилу није скупо одржавати.

## Археолошке ископине виле
На северу је перистил (а) са портиком доступан са запада. Зидови су са мрежасто постављеним малим ромбичним опекама (opus reticulatum) карактеристичним за другу четвртину првог века нове ере. Портик (b) окружује врт са базеном (c) у центру. Он је са двоструким редом стубова покривених малтером у коме су ребра. У касноантичком периоду изграђена је балустрада између унутрашње колонаде. Лук на унутрашњој колонади води ка пространој одаји можда трпезарији (d).

## Плинијев опис виле и врта
У одговору пријатељу Галу Плиније пише:
| „ | Кажеш да си изненађен због моје заљубљености у имање Лаурентин, или Лаурентиан ако више волиш. Престаћеш да се чудиш када ти опишем чари виле, лепоту позиције, поглед на потез обале ... Терен за вежбе је оивичен шимширом или рузмарином, где шимшир не расте добро. Он успева задивљујуће добро када је заклоњен зградама, али где је потпуно изложен ветру, лошем времену и утицају мора, чак и на већем одстојању, кржља. У унутрашњем прстену вежбалишта је лепа, сеновита алеја са виновом лозом, која је мека и угиба се чак и под босом ногом. Сам врт је прекривен бројним стаблима дуда и смокве, земљиште је посебно погодно за ово дрвеће, али не одговара много другим врстама. На овој страни, је трпезарија удаљена од мора али са погледом као да је на самој обали. Позади је затворена двема дневним собама, са чијих прозора се могу видети улаз у вилу са пута и други врт, богат као први, али не у тој мери декоративан. Дуж његове стране пружа се покривени портик, дуг скоро као зграда ... Испред портика је тераса са стазама испуњена мирисом љубичица. Портик зрачењем подиже температуру, и задржава топлоту ломећи снагу северног ветра. Зато, колико је топло испред, толико је хладно иза. На исти начин контролише југозападне ветрове, као и све остале, без обзира из којих праваца дували, загрева их и зауставља ... Кућа је лети осунчана по подне, а зими - до заласка Сунца. Испред фасаде се простире широка и дуга колонада, наспрам које се налази тераса, ограђена живом оградом од шимшира и орезаног жбуња најразличитијих облика. Тамо започиње нова алеја од орезаног дрвећа. Хиподром, део врта потковичастог облика, налазио се са стране стамбене зграде и на нижем нивоу од ње. То је отворена површина, окружена сеновитим платанима. У средини се налазио розаријум (Плиније Млађи, је био љубитељ ружа). Партери су били формирани нарцисима, љиљанима, анемонама, гладиолама, орхидејама и хризантемама. На крају иза цветног врта, орезаног дрвећа и жбуња и хиподрома простирао се свети гај. | ” |

## Реконструкција виле
У реконструкцији изгледа виле Лаурентин, могу послужити слике приморских вила са фресака у Помпејима, и многобројни планови урађени током година, мада су врло различити и оптерећени стилом епохе у којој су настали. Међу њима истиче се план Плинијевог Лаурентина који је урадио Винченцо Скамози (Vincenzo Scamozzi, 1552-1616) венецијански архитекта и писац о архитектури.